# Мерримак (округ)
Мерримак (англ. Merrimack County) — округ в центральной части штата Нью-Гэмпшир. Административный центр — Конкорд.

## География
В округе расположена гора "Кирсаж".

## История
Округ был образован в 1823 году и назван в честь одноимённой реки.

## Демография
Население округа — 136 225 человек (2000).
97.08 % — белые, 16.5 % жителей имеют английское происхождение, 13.4 % — ирландское, 12.7 % — французское, 11.0 % — франкоканадское, 8.4 % — американское, 6.4 % — германское, 6.0 % — итальянское. Для 94.2 % первым языком является английский, 2.9 % — французский, 1.1 % — испанский.